# Henri Locard
Henri Locard (geboren 1939) ist ein französischer Historiker. Er ist ein pensionierter Akademiker der Université Lumière Lyon 2. Er diente als Berater des Rote-Khmer-Tribunals und war Dozent für Geschichte an der Königlichen Universität von Phnom Penh. Er ist insbesondere bekannt als Verfasser des Buches Pol Pot’s Little Red Book: The Sayings of Angkar, worin er die kambodschanischen Ereignisse als Versuch beschreibt, „abrupt in den absoluten Kommunismus zu springen“.

## Publikationen (Auswahl)
- (mit Mœung Sonn): Prisonnier de l’Angkar, Paris, Fayard, 1993, englische Ausgabe unter dem Titel: Prisoner of the Khmer Rouge, Funan, Phnom Penh 2006.
- Pol Pot’s Little Red Book: The Sayings of Angkar, foreword by David Chandler, augmented and corrected edition in English, 2004, Silkworm Books, Chiang Mai, Thailand.
- Pourquoi les Khmers rouges. L’Angkar (= Révolutions). Vendémiaire, Paris 2013, ISBN 978-2-36358-052-8